# 猫娘症候群
『猫娘症候群』（かとるすしんどろーむ）は、ネコ太郎による日本の日常系コメディ漫画。コミックスマートが運営するウェブコミック配信サイト『GANMA!』にて、2017年10月30日から連載、2021年2月13日に完結した。また、単行本は一迅社より刊行。第4回「次にくるマンガ大賞」のWebマンガ部門にノミネートされた50作品の一つ。

## あらすじ
0から12歳の女児が発症し猫娘化する原因不明の病・猫娘病（かとるす）にかかっている白椛雪は、高校で猫たらしのクラスメイトの彩野りこと友人になり、彼女の祖父が店長を務める猫喫茶でバイトをすることになる。

## 登場人物
声優は「GANMA!×モンスト超絶感謝タップ祭」ブラック賞「好きな作品の好きなシーンをアニメ化」企画のもの

### ねこたまり(旧猫喫茶アヤノ)
白椛雪（しらかば ゆき）
声-小倉唯
【誕生日3月20日】
坂ノ上高校1年。
ターキッシュアンゴラの先天性猫娘。白髪でオッドアイの女子校生。
ネガティブでコミュ障気味な部分がある。高校でりこと知り合い、猫喫茶アヤノでバイトをすることになる。英会話が得意で、趣味の戦争系FPSでは海外サーバーのクランメンバーとボイスチャットで会話している。FPSの腕前はかなりのもので、メンバーからは「ボス」と呼ばれている。
2019年8月31日に最終結果発表が行われた作品横断投票イベント「GANMA！総選挙2019」で2位に入り、GANMA!5（応援大使）の1人に選ばれる。
彩野りこ（あやの りこ）
声-奥野香耶
【誕生日8月31日】
坂ノ上高校1年。
祖父が経営する猫喫茶アヤノを手伝っている菩薩の如き笑みを浮かべる天然猫たらし女子校生。雪のクラスメイト。
幼い頃に両親を亡くし、祖父と二人暮らしをしている。猫に好かれる体質で、入学式では登校中に声をかけた猫が全員ついてきてしまい、大量の猫がくっついた状態で遅刻してきた。
米田虎杖（よねだ こづえ）
【誕生日4月1日】
坂ノ上高校2年。
りこの幼馴染でアメリカンショートヘアの猫娘。猫喫茶アヤノでバイトをしている。一人称はボク。
明るく活発な性格で、誰とでもすぐに仲良くなれる。ボーイッシュでかなりの人気者。陸上部でもエースになるほどの体育会系。
垂山美々果（すやま みみか）
【誕生日9月25日】
スコティッシュフォールドの猫娘のふわふわしたお嬢様。
喫茶店アヤノのオーナーの孫娘。後に雪やりこのクラスに転校してくる。
猫を撫でるりこの姿に一目惚れし、りこの飼い猫になりたいと懇願するも断られ、りこの側にいるために喫茶店アヤノで働くことを決める。
家がとてもお金持ちであり、猫喫茶アヤノを買収しようとした祖母に一生に9個のおねがいの6個目を使い、一週間で集客を10倍にする事を条件にそれを阻止する。その後条件を達成した際、祖母からマネージャーとして喫茶店アヤノを経営するよう命じられる。
何故か聡子が使う意味不明な単語を知っている。
小栗小栗（おぐりまろん）
【誕生日12月25日】
坂ノ上高校2年。
ソマリの猫娘で、元＠ほぉ〜むメイド。普段は猫娘である事を隠している。
一見器用でなんでもできるように見えるが、実は不器用で練習を積み重ねてそれをカバーしている隠れポンコツ。無表情でいることが多いが、それを癒しとして彼女に会いに来る客もいる。
hitomiの事を慕っており、hitomi図鑑という本を所持している。
ファッション誌「NyanNyan」で、くりぽんとしてのモデル活動も行っている。

### ＠ほぉ〜むカフェ
hitomi
メイドカフェ名物の「おいしくな〜れ♡」という愛込めの開発者で、現役メイド社長。永遠の17歳。
キティ・ジョーンズ
高校1年生
無邪気で奔放なアメリカ人の猫娘。父親の日本転勤に無理を言って付いてきた。日本語は勉強中で、よく会話に英語が混ざる。父親は雪のクランメンバーの1人。
服が好きで、制服の可愛さから＠ほぉ〜むカフェで働き始めた。

### シャノワール魔法學園
アーニャ/胡桃沢安奈(くるみざわ あんな)
胡桃沢総合病院のお嬢様。美々果とはお嬢様繋がりで知り合い。
小栗とは小学生の頃友人で、「アーニャちゃん」「マロン」と呼び合う仲。
巨頭萌(ごんどう もえ)
メインクーンの猫娘。剣道部。腰に刀を差していて、侍のような話し方をする。聡子と同じ寮の部屋で暮らしている。
隠れ天然であり、店での「いけめんな仕草」は聡子から教わったもの。猫好きという一面もある。
衣縫聡子(いぬい さとこ)
ラグドールの猫娘。萌と同じ寮の部屋で暮らしており、家事全般を行っている。
町内運動会での玉入れで他人の投げた玉に自分の玉を当てて籠に入れるなど、頭が良く器用。その反面、意味不明な単語を使用したり適当な事を話したりとかなりいい加減な性格。
文ここ(かざり ここ)
アメリカンカールの猫娘。ねねの双子の姉。シャノワールでは小悪魔という設定。
関西弁を用いており、シャノワールメンバー唯一のツッコミ役。
文ねね(かざり ねね)
アメリカンカールの猫娘。ここの双子の妹。シャノワールでは天使という設定。お笑い好き。
一切言葉を発さないが、家族とりことは言葉を交わさずに会話できる。

### その他の登場人物
はかせ
マンチカンの猫娘で、猫娘用チョーカーやまたたびコロンなどを作った天才発明家。本名は明かされていない。
幼女のような見た目をしているが成人しており、老人語を使用する。
発明への好奇心が強く、技術の無駄遣いとも思える物を作る事も多い。また、雪を半猫化させた際に解剖したがるなど、時折危険な思想に至る事があるが、本人は普通だと思っている様子。

## 用語
猫娘症候群(カトルスシンドローム)
主に0〜12歳の少女が突然『猫娘化』する原因不明の病。発症者は猫種によって異なる猫の耳と尻尾が生え、非常に高確率で女の子にドキドキしてしまう。
先天性の猫娘は非常に稀で、頭髪や瞳の色にも症状が現れ、通常の猫娘よりも猫の習性が強く出る。
猫化発作
猫娘が完全な猫になってしまうパニック症状。猫化時には猫と会話する事が可能。着ている服は発作時に置き去りにしてしまうが、国から支給されているチョーカーから猫娘用のアンダーウェアが出るようになっている。定期検診で処方される「またたびコロン」を使用することで、意図的に猫化する事もできる。

## 書誌情報
- ネコ太郎『猫娘症候群』一迅社〈IDコミックス〉、既刊6巻（2021年5月27日現在）
  1. 2017年7月27日発売、ISBN 978-4-7580-6676-1
  2. 2018年7月27日発売、ISBN 978-4-7580-6754-6
  3. 2019年3月27日発売 、ISBN 978-4-7580-6794-2
  4. 2020年2月27日発売 、ISBN 978-4-7580-6852-9
  5. 2021年5月27日発売 、ISBN 978-4-7580-6919-9
  6. 2021年5月27日発売 、ISBN 978-4-7580-6920-5